# Lonesome River Band
The Lonesome River Band es una banda estadounidense de bluegrass contemporáneo formada en 1982.

## Historia
La banda, dirigida por Sammy Shelor, miembro del Salón de la Fama de la Música Country y cinco veces ganador del Premio al Banjo del Año de la Asociación Internacional de Música Bluegrass, ha lanzado más de veinte proyectos discográficos desde su formación en 1982. La banda ha experimentado numerosos cambios de personal a lo largo de los años y no ha incluido un miembro original desde que Tim Austin dejó la banda en 1995 para centrarse en Doobie Shea Records .  
El 11 de noviembre de 2011, el líder de la banda Sammy Shelor recibió el Premio Steve Martin a la Excelencia en Bluegrass y Banjo.  Shelor recibió el premio en el Late Show with David Letterman. Tras la entrega del premio, el actor y banjoista Steve Martin realizó una actuación con Lonesome River Band.
El 14 de abril de 2014 publicaron el sencillo "Hang Around for the Heartbreak" y el 1 de mayo del mismo año anunciaron la publicación del álbum The Winning Hand.

## Discografía

### Álbumes
- 1985 - I Guess Heartaches Are in Style This Year
- 1986 - The Lonesome River Band
- 1988 - Saturday Night – Sunday Morning
- 1989 - Looking for Yourself
- 1991 - Carrying the Tradition
- 1994 - Old Country Town
- 1996 -One Step Forward
- 1998 - Finding the Way
- 2000 - Talkin to Myself
- 2002 - Window of Time
- 2005 - Head on into Heartache
- 2006 - The Road with No End
- 2008 - No Turning Back
- 2020 - Still Learning
- 2012 - Chronology, Volume 1
- 2012 - Chronology, Volume 2
- 2012 - Chronology, Volume 3
- 2014 - Turn on a Dime
- 2015 - Coming back home to you
- 2016 - Bridging the Tradition
- 2017 - Mayhayley's House
- 2019 - Outside Looking In
- 2022 - Heyday
- 2024 - The Winning Hand

## enlaces externos
- Sitio web oficial
- CMT.com: Lonesome River Band: Biography
- Steve Martin Honors Another Banjo Player

- Datos: Q6671747
- Multimedia: Lonesome River Band / Q6671747